# Peridelias
Peridelias is een geslacht van vlinders van de familie spanners (Geometridae), uit de onderfamilie Ennominae.

## Soorten
- P. aprosita Turner, 1919
- P. fasciata Warren, 1907
- P. purpurissa Warren, 1907